# Błyskawica

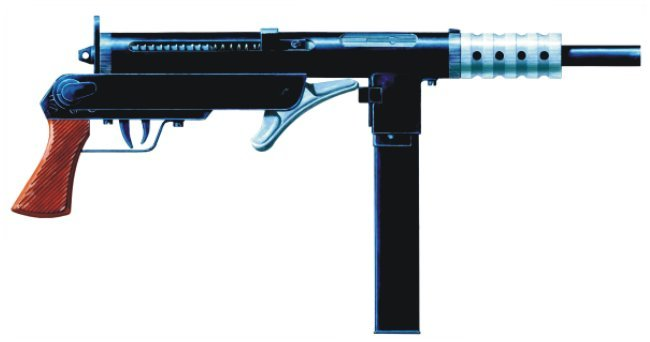
Błyskawica

Błyskawica (polska för "blixt") var en kulsprutepistol som utvecklades och tillverkades i Polen under tiden Polen var ockuperat av Tyskland under andra världskriget. Antagligen det enda vapnet som utvecklats och masstillverkats under sådana förhållanden.
Idén till Błyskawica kom från ingenjören Wacław Zawrotny 1942  och han föreslog till Armia Krajowa (hemmaarmén) att man skulle utveckla och tillverka en enkel k-pist för den polska motståndsrörelsen. Tanken var att konstruktionen skulle vara så enkel att den kunde tillverkas i små verkstäder av outbildad arbetskraft. För att göra produktionen enklare konstruerades den med skruvar istället för nitar och svetsningar. Designen var inspirerad av både den tyska MP 40 och den brittiska Sten. I april 1943 var konstruktionen klar och i september hade man den första prototypen färdig. Den testades och bedömdes vara acceptabel. I november började man skicka ut ritningarna. Vapnet tillverkades i ett antal av cirka 700.